# Villa San Pietro
Villa San Pietro är en ort och kommun i storstadsregion Cagliari, innan 2016 provinsen Cagliari, i regionen Sardinien i Italien. Kommunen hade 2 138 invånare (2017).